# Cliff Spooner
Edwin Clifford Spooner, detto Cliff (Newport, 21 dicembre 1933), è un ex pallanuotista britannico.
Ha disputato le Olimpiadi di Melbourne 1956.